# Lytechinus
Lytechinus is een geslacht van zee-egels uit de familie Toxopneustidae.

## Soorten
- Lytechinus callipeplus H.L. Clark, 1912
- Lytechinus euerces H.L. Clark, 1912
- Lytechinus panamensis Mortensen, 1921
- Lytechinus pictus (Verrill, 1867)
- Lytechinus semituberculatus (Valenciennes, 1846)
- Lytechinus variegatus (Lamarck, 1816)
- Lytechinus williamsi Chesher, 1968

## Uitgestorven
- Lytechinus coreyi Grant & Hertlein, 1938 †
- Lytechinus crassus H. L. Clark, 1945 †
- Lytechinus milleri Grant & Hertlein, 1938 †
- Lytechinus okinawa Cooke, 1954 †